# Mobile Fidelity Sound Lab
Mobile Fidelity Sound Lab (MFSL oder MoFi) ist ein US-amerikanisches Plattenlabel, das sich auf die Produktion von audiophilen Audiomedien spezialisiert hat. Das Unternehmen produziert neu aufgelegte Vinyl-LPs, Compact Discs, Super Audio Compact Discs und andere Formate, die von remasterten Aufnahmen von Originalbändern (Mastertapes) stammen.

## Geschichte
Tontechniker Brad Miller (1939–1998) veröffentlichte im März 1958 die erste Aufnahme einer Dampflokomotive der Southern Pacific Transportation auf dem Label Mobile Fidelity. Spätere LPs enthielten Aufnahmen anderer Dampfeisenbahnen, Umweltgeräusche, Orchester- und Popmusik. 1977 wurde Mobile Fidelity Sound Labs gegründet und begann mit der Veröffentlichung von Original Master Recording LPs, die im Halbgeschwindigkeitsverfahren gemastert wurden.
Nach der Insolvenz von M. S. Distributing wurde Mobile Fidelity Sound Lab im November 1999 geschlossen und 2001 die Vermögenswerte von MFSL von Jim Davis von Music Direct übernommen.
2016 wurde das Zweigunternehmen MoFi Electronics in Ann Arbor, Michigan gegründet, das eine Produktion von Schallplattenspielern unterhält und eine Audioelektronik-Linie vertreibt.

## Produkte
1977 begann Mobile Fidelity mit der Produktion einer Reihe von Schallplatten, als „Original Master Recording“-Vinyl-LPs. Diese Alben wurden zuvor von anderen Unternehmen veröffentlicht, von Mobile Fidelity lizenziert und mit Halbgeschwindigkeits-Mastering von den originalen analogen Masterbändern neu gemastert, ohne Komprimierung und mit minimaler Entzerrung. Japan wurden die Schallplatten mit einer von JVC entwickelten Kunststoffmischung gepresst, und von Mobile Fidelity als „Supervinyl“ vermarktet. 2016 brachte Mobile Fidelity Sound Lab eine neue Vinyl-Serie namens „Ultradisc One-Step“ auf den Markt, die unter anderem Santanas Abraxas und Bill Evans Sunday at the Village Vanguard enthielt.
Mitte der 1980er Jahre wurde das Programm um CDs und Kompaktkassetten und in den 2000er Jahren um SACDs ergänzt.

## Kontroverse über Datenquellen
Am 14. Juli 2022 veröffentlichte der Schallplattenhändler Michael Esposito ein Video auf seinem YouTube-Kanal The 'In' Groove in dem er behauptete, aus „ziemlich zuverlässigen Quellen“ informiert worden zu sein, dass MFSL entgegen ihrer offiziellen Marketingaussagen seit Jahren digitale anstelle der analogen Master verwendet. Geschäftsführer John Wood lud Esposito daraufhin zu einer Betriebsbesichtigung nach Kalifornien ein. Es wurde ein zweites Video produziert, in dem Esposito Mitarbeiter von MFSL interviewte, die bestätigten, dass sie bei der Vervielfältigung ihrer Vinyl-Master digitale Direct Stream Dateien verwenden, welche zuvor direkt aus den Original-Masterbändern digitalisiert wurden. Die Mitarbeiter gaben an, dass bis Ende 2011 mindestens 60 % aller Titel mit diesem Verfahren hergestellt wurden und es auch für die Ultradisc-One-Step-Veröffentlichungen Anwendung fand. Die Enthüllung löste eine Kontroverse über die Integrität von Mobile Fidelity und deren Marketing aus, ebenso sowie der Stigmatisierung digitale Audiomedien in audiophilen Kreisen, sondern auch über die Bedeutung der subjektiv wahrgenommenen Vorzüge analoger gegenüber digitaler Audiomedien.
In audiophilen Kreisen wurde Der Skandal als „MoFi Gate“ bekannt, was eine Kombination aus der Abkürzung von „Mobile Fidelity“ und dem Suffix „-gate“, was aus der Watergate-Affäre abgeleitet wurde.
Im August 2022 reichte der langjährige Kunde von MFSL Adam Stiles aufgrund der Enthüllungen eine Sammelklage wegen Betrugs gegen das Label ein, woraufhin Mobile Fidelity Sound Lab 25 Millionen US-Dollar Schadensersatz zahlen musste.
Sascha Deutsch kritisiert in seinem Beitrag auf YouTube die Aufregung um MoFi Gate. Er führt aus, dass diese Affäre allenfalls Spekulanten betrifft die Schallplatten als Kapitalanlage erwerben, mit der Absicht sie später gewinnbringend zu verkaufen. Für Musikliebhaber steht dagegen die Qualität des Endproduktes im Vordergrund, unabhängig von dem Prozess, ob analog oder digital, der zu dem Produkt führt.